# Fons per a l'Exploració de Palestina
El Fons per a l'Exploració de Palestina (anglès: Palestine Exploration Fund, PEF) és una associació cultural britànica, també coneguda per les seves sigles PEF. Va ser fundada el 1865, sota el patrocini de la reina Victòria, per un grup d'arqueòlegs bíblics i clergues, entre els quals destacaven Arthur Stanley, degà de l'abadia de Westminster, i Sir George Grove, fundador del Royal College of Music i creador del Grove Dictionary of Music. L'associació va impulsar l'excavació arqueològica de nombroses localitzacions bíbliques i de les etapes posteriors en diverses zones del Llevant mediterrani, així com diferents estudis relacionats amb la història natural, antropologia, història i geografia.
Entre les seves figures més destacables s'inclouen Charles Warren, Claude Conder, Horatio Kitchener, Edward Henry Palmer, Thomas Edward Lawrence i Kathleen Kenyon.
En l'actualitat, el PEF té la seu a Marylebone (Londres), on es realitzen amb regularitat reunions, conferències i lectures públiques, i on s'exposen col·leccions de fotografies, dibuixos, mapes i diverses antiguitats. Així mateix, l'associació subvenciona amb caràcter anual diversos projectes.